# Choerophryne arndtorum
Espèce
Choerophryne arndtorum est une espèce d'amphibiens de la famille des Microhylidae.

## Répartition
Cette espèce est endémique de l'île Yapen de la province de Nouvelle-Guinée occidentale en Indonésie. Elle se rencontre entre 500 et 700 m d'altitude sur le mont Waira.

## Étymologie
Cette espèce est nommée en l'honneur de Rudolf G. Arndt et de sa famille.

## Publication originale
- Günther, 2008 : Descriptions of four new species of Choerophryne (Anura, Microhylidae) from Papua Province, Indonesian New Guinea. Acta Zoologica Sinica, vol. 54, no 4, p. 653-674 (texte intégral).